# 阿尔西诺伊获救
《阿尔西诺伊获救》是丁托列托的一幅画作，绘制于1555–56 年，现藏于德累斯顿的历代大师画廊。画作描绘公元前48年，在凯撒在亚历山大港 登陆，站在她同父异母的姐姐克娄巴特拉七世 一边，阿尔西诺伊四世 逃离这座城市。
这幅画的主题首先由奥地利艺术史学家弗朗茨·威克霍夫确定。他的观点得到了另一位历史学家赫佐格的证实。